# Шаган (приток на Урал)
Шаган (Чаган) (на руски: Шаган, Чаган; на казахски: Шаған) е река в Оренбургска област на Европейска Русия и Западноказахстанска област на Казахстан, ляв приток на река Урал. Дължина 264 km. Площ на водосборния басейн 7530 km².
Река Шаган се образува от сливането на реките Малък Шаган (лява съставяща) и Болшой Шаган (дясна съставяща), на 76 m н.в., западно от село Новая Жизн (Нов Живот) в Оренбургска област на Русия. Двете реки водят началото си от южните склонове в източната част на възвишението Общ Сърт. По цялото си протежение река Шаган има широка обработваема долина, в която силно меандрира и изобилстват многочислени протоци, изоставени старици и малки езера. До село Лящев тече в западна посока, след което завива на юг и в района на руското село Теплое навлиза на територията на Казахстан. Влива се отляво в река Урал при нейния 793 km, на 25 m н.в., при южните квартали на град Уралск, в Западноказахстанска област. Река Шаган получава сравнително малко притоци: Малък Шаган (ляв); Болшой Шаган, Башкирка, Крутая, Деркул (най-голям) (десни). Подхранването ѝ е предимно снегово и в по-малък процент дъждовно и подземно. Пълноводието на реката е през пролетта, а през лятото силно намалява. Среден годишен отток на 40 km от устието 7,7 m3/s. Замръзва в периода от ноември до началото на януари, а се размразява в края на март или април, като в горното си течение поради малкото количество вода замръзва до дъно. По теченето ѝ са разположени множество предимно малки села, а в устието ѝ – град Уралск, административен център на Западноказахстанска област.